# Arraia-aramaçá
Arraia-aramaçá (nome científico: Paratrygon aiereba) é uma espécie de peixe cartilaginoso da família dos potamotrigonídeos da bacia amazônica.

## Etimologia
Raia deriva do latim rāia ou rāja,ae em sentido literal. Foi registrada pela primeira vez no século XIII como raya. Arraia é uma provável forma protética, fruto da aglutinação do substantivo com o artigo definido a. Nessa forma, ocorreu pela primeira vez em 1367 como arraya. Aramaçá, por sua vez, deriva do tupi arama'sa, que é o nome popular comum dos linguados da família dos pleuronectídeos (Pleuronectidae). Ocorre em 1587 como uramaçá, em 1631 como aramaca, em 1789 como aramaçá e 1913 como aramaçã.

## Descrição

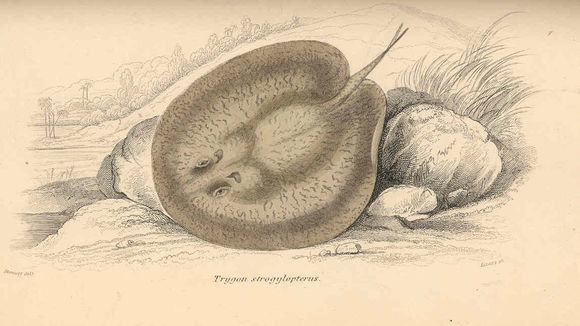
Ilustração de P. ajereba

Esta arraia de água doce tem olhos pequenos e um disco em forma aproximada de um nenúfar (o focinho é ligeiramente côncavo). É castanha na parte superior com um padrão vermiculado ou reticulado escuro. Atinge até 1,6 metro de largura do disco e 110 quilos em peso, tornando-se uma das maiores espécies da família. Existem reivindicações não confirmadas de indivíduos muito maiores, mas estas são consideradas questionáveis. A maioria dos indivíduos possuem uma largura de disco de até 1,3 metro.

## Ecologia
Esta espécie ocupa águas rasas e mornas com temperaturas em torno de 25ºC. Os juvenis habitam áreas mais rasas em praias arenosas e riachos, enquanto os adultos são encontrados em águas relativamente profundas nos principais canais dos rios, mas se movem para águas mais rasas para se alimentar à noite. No Rio Negro, a espécie aparentemente mostra movimentos diários entre águas mais profundas e rasas.
Alimenta-se principalmente de peixes, mas também de invertebrados, como insetos e crustáceos, e é um predador de topo em seu habitat.

### Reprodução
O modo reprodutivo é a viviparidade matrotrófica com trofonemas. A duração do ciclo reprodutivo é de cerca de dois anos, com um período de gestação de nove meses, após o qual a fêmea dá à luz em média dois filhotes com uma largura de disco de cerca de 16 centímetros. A segregação sexual foi observada nesta espécie.

## Conservação
Em 2007, foi classificada como vulnerável na Lista de espécies de flora e fauna ameaçadas de extinção do Estado do Pará; como criticamente em perigo na Portaria MMA N.º 444 de 17 de dezembro de 2014; em 2018, como criticamente em perigo no Livro Vermelho da Fauna Brasileira Ameaçada de Extinção do Instituto Chico Mendes de Conservação da Biodiversidade (ICMBio); e como criticamente em perigo no anexo três (peixes) da Lista Oficial da Fauna Brasileira Ameaçada de Extinção da Portaria MMA Nº 148, de 7 de junho de 2022